# Agia Theodoti
Agia Theodoti (řecky: Αγία Θεοδότη) je vesnice v zálivu Agio Theodoti na východním břehu ostrova Ios. Náleží k regionální jednotce Théra.

## Obyvatelstvo
Podle sčítání lidu v roce 2011 zde žilo 12 obyvatel.

## Využití
Průzračná voda, písečné pláže a taverny – to vše můžeme ve vesnici najít. Mezi turistické cíle venice patří kostel, který byl vystavěn v 16. století a je nejstarším na ostrově Ios. Kostel je zasvěcen sv. Theodoti.